# Římovice
Římovice (německy Rimowitz) je vesnice, část města Golčův Jeníkov v okrese Havlíčkův Brod. Nachází se asi 2,5 km na jihozápad od Golčova Jeníkova. V roce 2009 zde bylo evidováno 66 adres. V roce 2001 zde žilo 72 obyvatel.
Římovice je také název katastrálního území o rozloze 1,55 km². K Římovicím náleží i osada Budka.

## Přírodní poměry
Římovicemi protéká Římovický potok, který je pravostranným přítokem říčky Brslenky.

## Fotogalerie

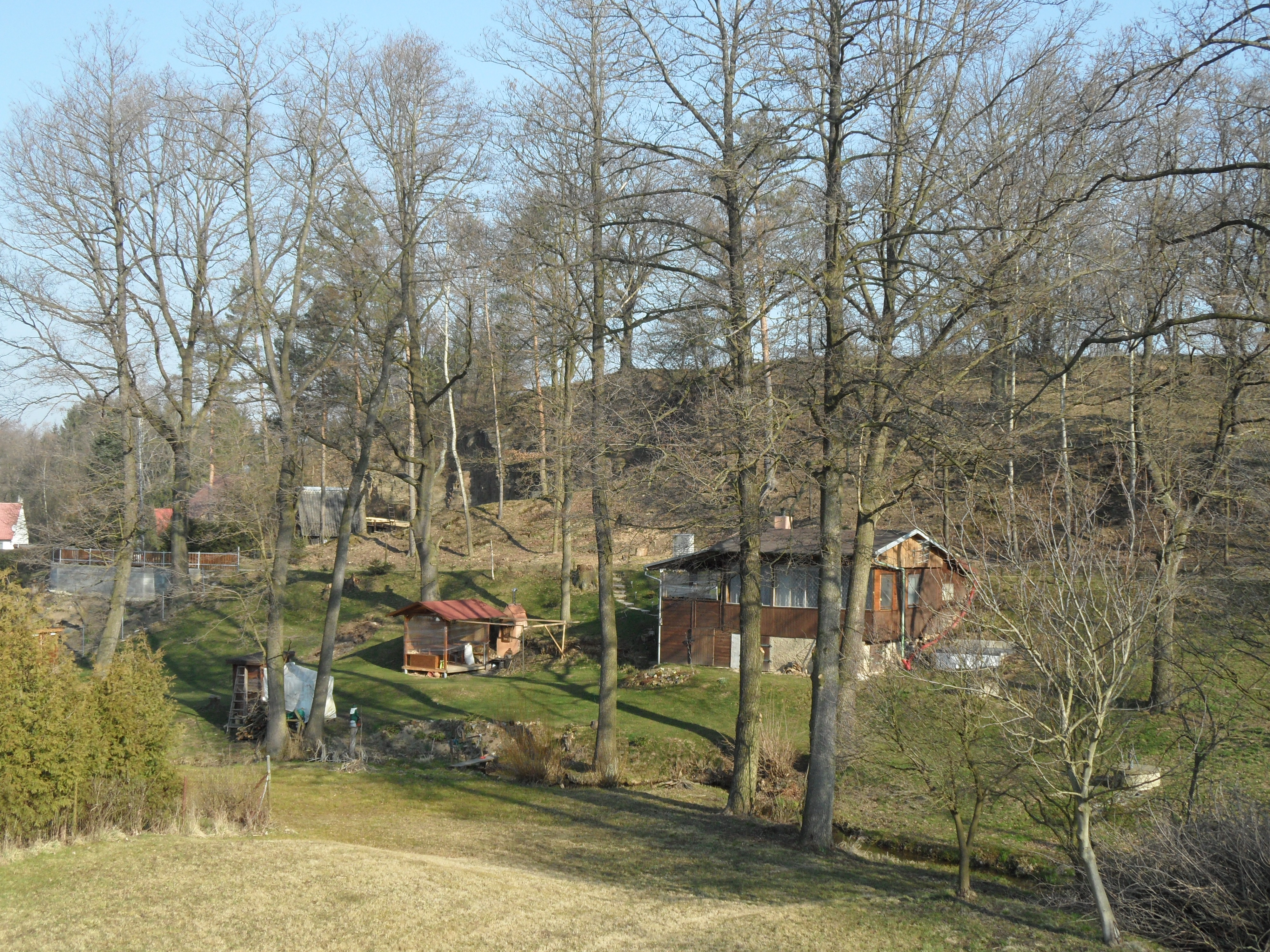
Chaty nad Římovickým potokem
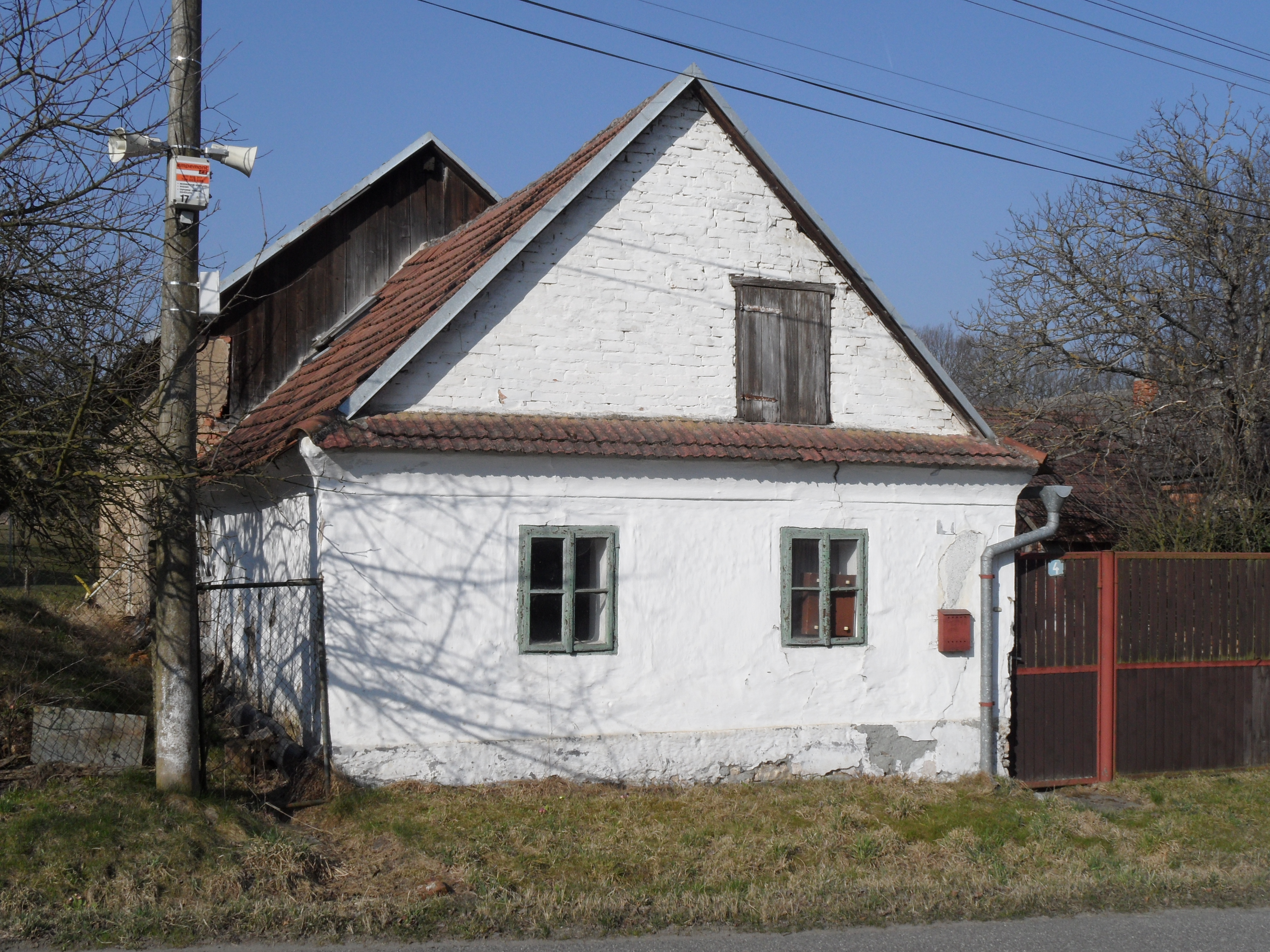
Dům v centru obce
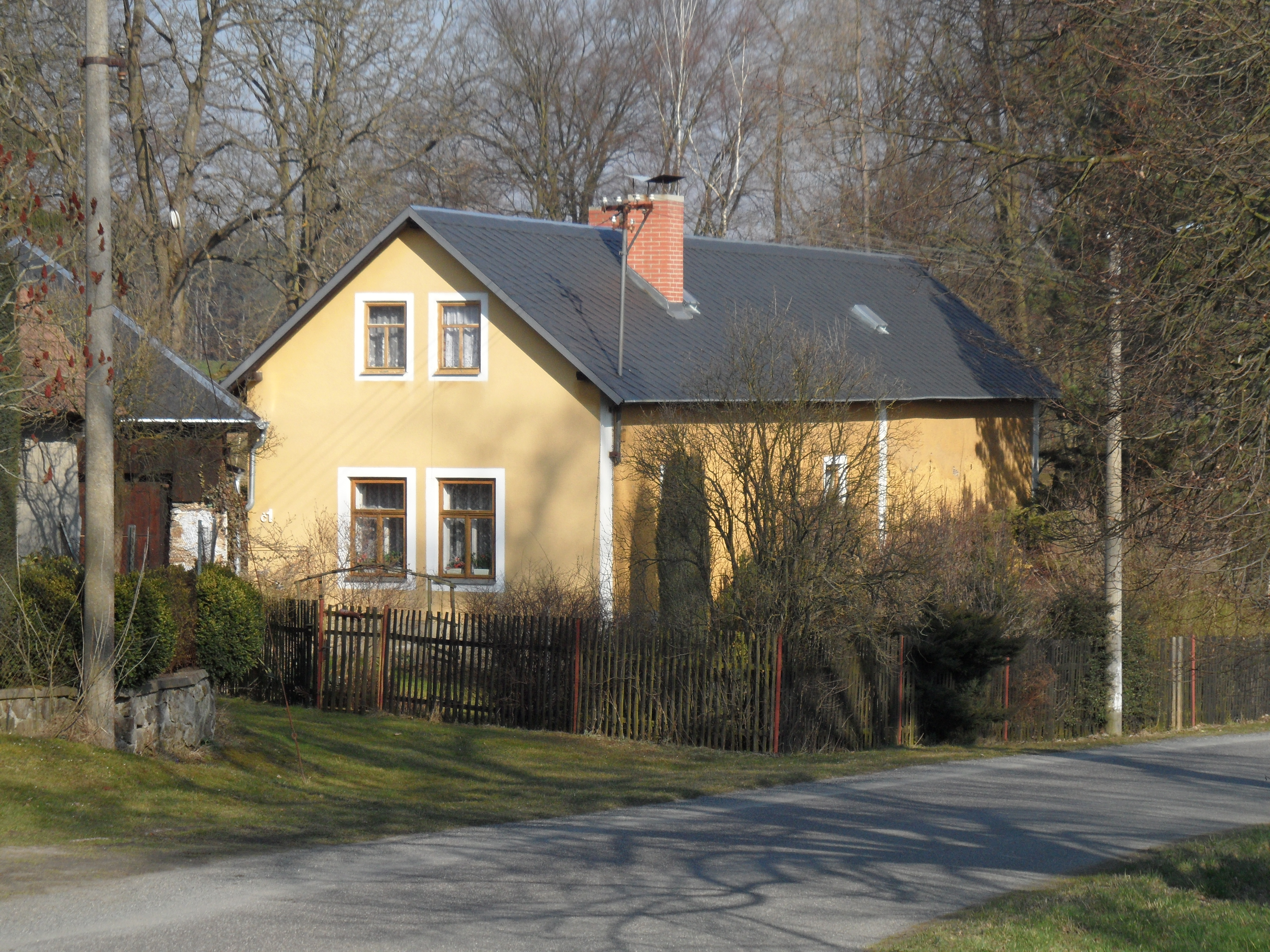
Dům u silnice
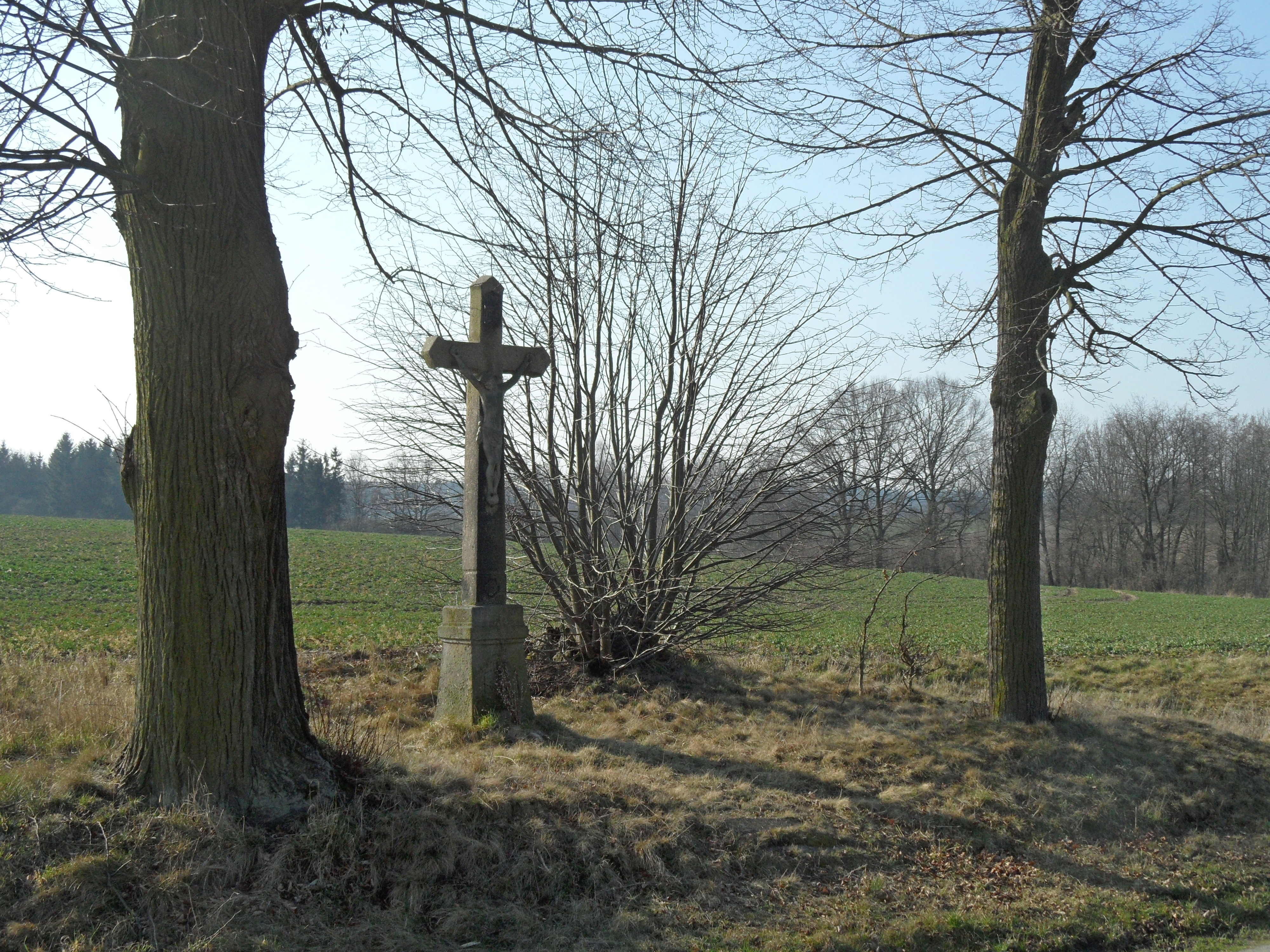
Křížek před obcí